# 프랜시스 맥도먼드
프랜시스 루이즈 맥도먼드(영어: Frances Louise McDormand, 1957년 6월 23일 ~ )는 미국의 배우이다. 아카데미상, 프라임타임 에미상, 토니상 트리플 크라운(Triple Crown of Acting)을 달성한 인물이다. 1996년 영화 《파고》와 2017년 영화 《쓰리 빌보드》, 2020년 영화 《노매드랜드》까지 아카데미 여우주연상을 3회 수상하였다.

## 생애
1979년 웨스트버지니아 주의 베서니 칼리지에서 예술 학사 학위를 얻었다. 1982년 예일대학교에서 예술 석사 학위를 얻었다. 데뷔 무대는 데릭 월컷의 연극 <In a Fine Castle>이다. 1984년, 영화감독 조엘 코언과 결혼하여 슬하에 1남을 두고 있다.

## 출연 작품
- 조엘 코언 영화
  - 블러드 심플 (1984)
  - 아리조나 유괴사건 (1987)
  - 밀러스 크로싱 (1990)
  - 바톤 핑크 (1991)
  - 허드서커 대리인 (1994)
  - 파고 (1996)
  - 그 남자는 거기 없었다 (2001)
  - 번 애프터 리딩 (2008)
  - 헤일, 시저! (2016) - C.C. 캘흔 역
  - 맥베스의 비극 (2021)

- 다크맨 (1990)
- 숨겨진 계략 (1990)
- 숏 컷 (1993)
- 프라이멀 피어 (1996)
- 사랑할 때 버려야 할 아까운 것들 (2003)
- 노스 컨츄리 (2005)
- 이온 플럭스 (2005) - 핸들러 역
- 미스 페티그루의 어느 특별한 하루 (2008)
- 트랜스포머 3 (2011)
- 문라이즈 킹덤 (2012)
- 마다가스카 3 : 이번엔 서커스다 (2012) - 캡틴 듀브아 역 (목소리)
- 프라미스드 랜드 (2012)
- 쓰리 빌보드 (2017) - 밀드레드 헤이즈 역
- 개들의 섬 (2018) - 넬슨 통역가 역 (목소리)
- 노매드랜드 (2020) - 펀 역
- 프렌치 디스패치 (2021) - 루신다 크레멘츠
- 위민 토킹 (미정)

## 수상 경력
- 1988년 캔자스시티비평가협회상 여우조연상
- 1988년 제1회 시카고비평가협회상 여우조연상
- 1989년 제60회 미국비평가협회상 여우조연상
- 1996년 캔자스시티비평가협회상 여우주연상
- 1996년 남동부비평가협회상 여우주연상
- 1996년 어워즈 씨어큐트 커뮤니티 어워즈 여우주연상
- 1996년 제9회 시카고비평가협회상 여우주연상
- 1996년 제1회 새틀라이트시상식 드라마부문 여우주연상
- 1996년 댈러스-포트워스비평가협회상 여우주연상
- 1996년 온라인영화&텔레비전협회상 영화 뮤지컬/코미디부문 여우주연상
- 1996년 온라인영화&텔레비전협회상 영화부문 여우주연상
- 1997년 제68회 미국비평가협회상 여우주연상
- 1997년 제17회 런던비평가협회상 여우주연상
- 1997년 샌디에고비평가협회상 여우주연상
- 1997년 플로리다비평가협회상 여우주연상
- 1997년 제2회 크리틱스초이스 여우주연상
- 1997년 제3회 미국배우조합상 영화부문 여우주연상
- 1997년 제12회 인디펜던트스피릿어워즈 여우주연상
- 1997년 제69회 아카데미시상식 여우주연상
- 1997년 엠파이어어워즈 여우주연상
- 1997년 클로루디스영화제 여우주연상
- 1997년 아메리칸코미디어워즈 영화부문 재미있는 여자배우상
- 1997년 론 스타 필름&텔레비전 어워즈 여우조연상
- 1998년 고담 어워즈 여우주연상
- 2000년 제21회 보스턴비평가협회상 여우조연상
- 2000년 제13회 시카고비평가협회상 여우조연상
- 2000년 남동부비평가협회상 여우조연상
- 2001년 제26회 LA비평가협회상 여우조연상
- 2001년 제6회 크리틱스초이스 여우조연상
- 2001년 플로리다비평가협회상 여우조연상
- 2001년 샌디에고비평가협회상 여우조연상
- 2001년 블록버스터엔터테인먼트어워즈 드라마/로멘스부문 여자조연배우상
- 2002년 뉴욕 우먼 인 필름&텔레비전 어워즈 뮤즈상
- 2003년 기존국제영화제 여우주연상
- 2005년 라스베가스비평가협회상 여우조연상
- 2005년 여성비평가협회상 가장좋은 영화 속 여성이미지상
- 2007년 제22회 인디펜던트스피릿어워즈 여우조연상
- 2011년 오우더비평가협회상 연극부문 여우주연상
- 2011년 드라마데스크어워즈 연극부문 여우주연상
- 2011년 제65회 토니상 연극부문 여우주연상
- 2012년 여성비평가협회상 영화 속 커플상
- 2014년 제71회 베니스국제영화제 PERSOL상
- 2015년 제21회 미국배우조합상 TV영화/미니시리즈부문 여자연기상
- 2015년 제19회 새틀라이트시상식 TV영화/미니시리즈부문 여우주연상
- 2015년 온라인영화&텔레비전협회상 TV미니시리즈부문 여우주연상
- 2015년 제5회 크리틱스초이스텔레비전어워즈 TV영화/미니시리즈부문 여우주연상
- 2015년 제67회 에미상 리미티드시리즈/영화부문 여우주연상
- 2015년 골드더비어워즈 TV영화/미니시리즈부문 여우주연상
- 2017년 제16회 워싱턴비평가협회상 여우주연상
- 2017년 여성영화비평가협회상 여우주연상
- 2017년 여성영화비평가협회상 특별상
- 2017년 디트로이트비평가협회상 여우주연상
- 2017년 IGN어워즈 영화부문 연기상
- 2017년 세인트루이스비평가협회상 여우주연상
- 2017년 토론토비평가협회상 여우주연상
- 2018년 엘리스우먼저널리스트 여우주연상
- 2018년 오스틴비평가협회상 여우주연상
- 2018년 제75회 골든글로브시상식 드라마부문 여우주연상
- 2018년 제23회 크리틱스초이스어워즈 여우주연상
- 2018년 제38회 런던비평가협회상 여우주연상
- 2018년 제24회 미국배우조합상 영화부문 여우주연상
- 2018년 제71회 영국아카데미시상식 여우주연상
- 2018년 제90회 아카데미시상식 여우주연상
- 2020년 제33회 시카고비평가협회상 여우주연상
- 2021년 엘리스우먼저널리스트 여우주연상
- 2021년 플로리다비평가협회상 여우주연상
- 2021년 제55회 전미비평가협회상 여우주연상
- 2021년 샌프란시스코 바이아레아 비평가협회상 여우주연상
- 2021년 온라인영화비평가협회상 여우주연상
- 2021년 토론토비평가협회상 여우주연상
- 2021년 제41회 런던비평가협회상 여우주연상
- 2021년 제19회 워싱턴비평가협회상 여우주연상
- 2021년 제25회 새틀라이트시상식 드라마부문 여우주연상
- 2021년 시애틀비평가협회상 여우주연상
- 2021년 벤쿠버비평가협회상 여우주연상
- 2021년 제74회 영국아카데미시상식 여우주연상
- 2021년 제74회 영국아카데미시상식 작품상
- 2021년 제93회 미국아카데미시상식 여우주연상
- 2021년 제93회 미국아카데미시상식 작품상